# Erinaceus
Erinaceus là một chi động vật có vú trong họ Erinaceidae, bộ Erinaceomorpha. Chi này được Linnaeus miêu tả năm 1758. Loài điển hình của chi này là Erinaceus europaeus Linnaeus, 1758.

## Hình ảnh

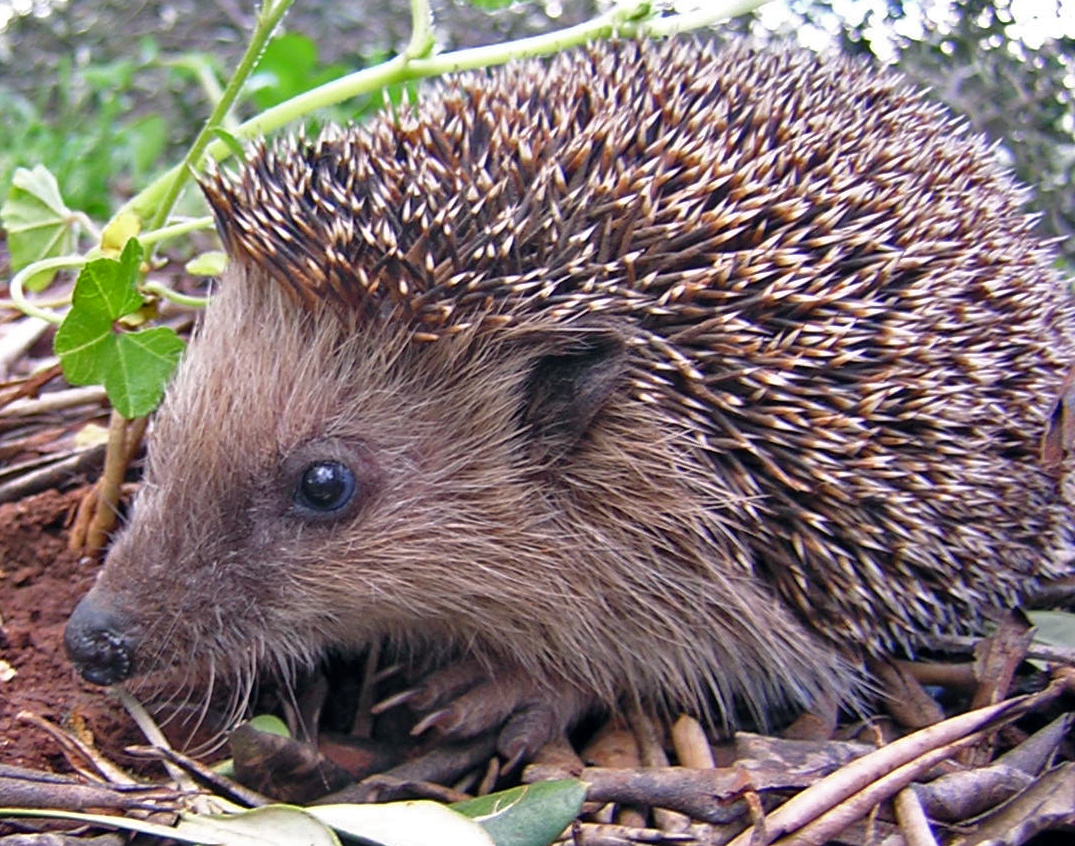
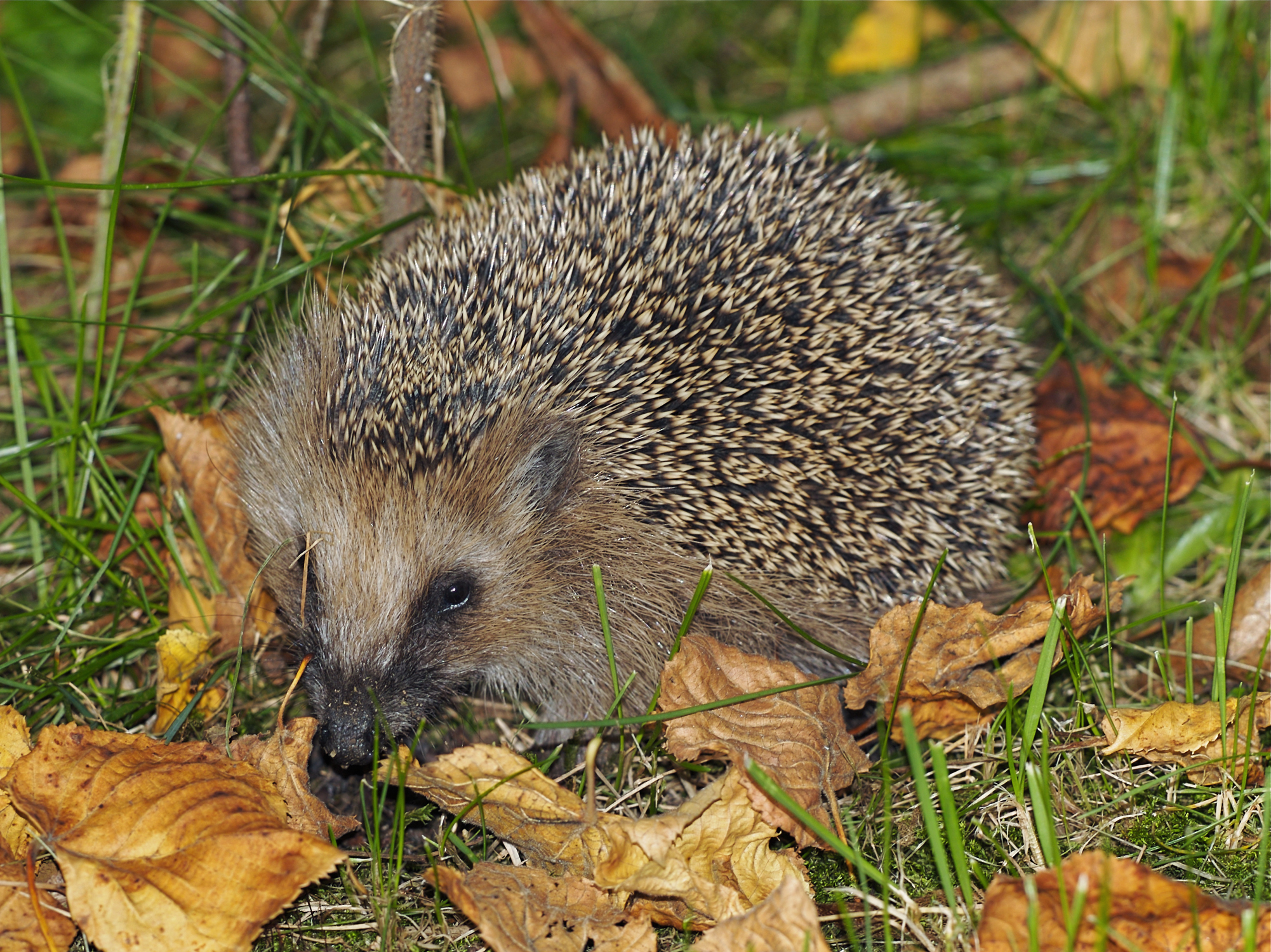
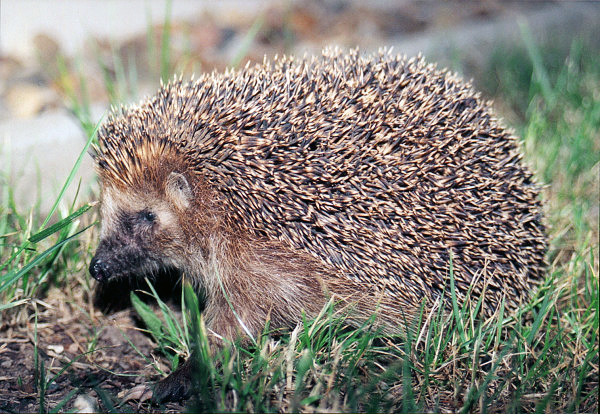
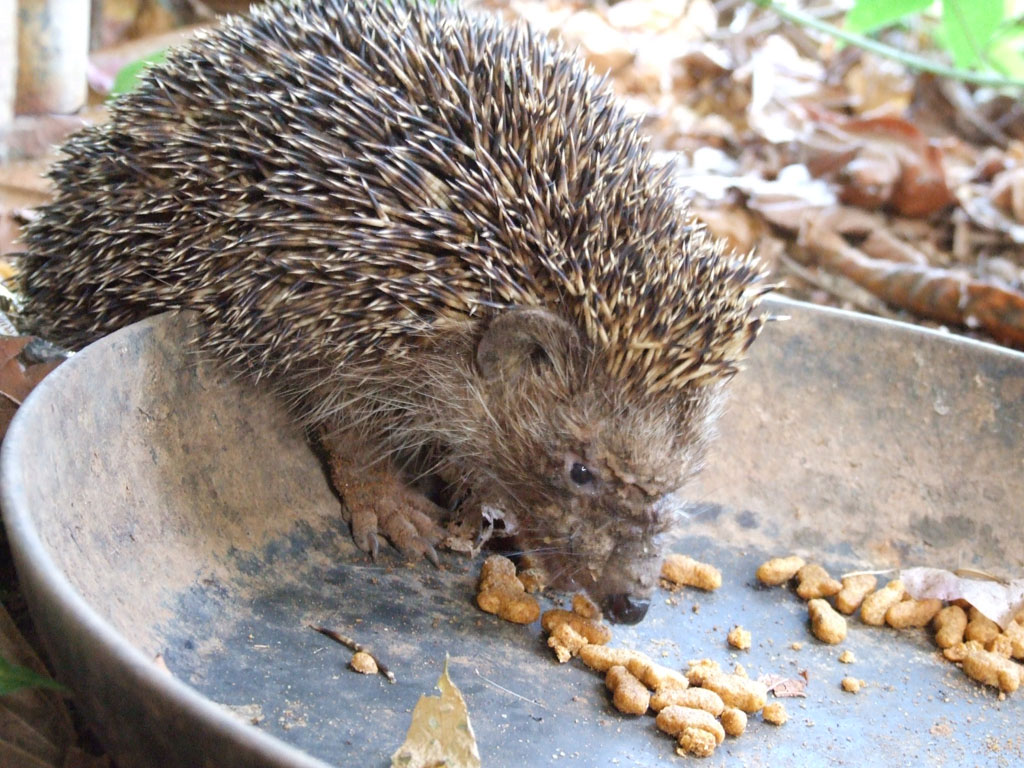

## Các loài
Chi này gồm các loài: